# Дукмасов, Даниил Григорьевич
Даниил Григорьевич Дукмасов (1848—1904) — генерал-майор, герой русско-турецкой войны 1877—1878 годов.

## Биография
Родился 24 декабря 1848 года, происходил из дворян Донского казачьего войска.
Образование получил в 1-м кадетском корпусе и Михайловской Воронежской военной гимназии. В военную службу вступил 28 августа 1865 года, был зачислен во 2-е Константиновское военное училище, из которого выпущен 17 июля 1867 года прапорщиком в 6-ю Донскую казачью батарею, 31 марта 1868 года произведён в подпоручики.
Вслед за тем поступил в Николаевскую инженерную академию, за время учёбы в которой последовательно получил чины поручика (24 апреля 1870 года) и штабс-капитана (6 апреля 1872 года). По выпуске из академии в 1873 году по 2-му разряду Дукмасов вернулся к службе в казачьей артиллерии, в 1875 году получил орден св. Анны 3-й степени и 16 апреля был произведён в капитаны.
5 мая 1876 года Дукмасов был переименован в войсковые старшины и назначен командиром 21-й Донской батареи, во главе которой выступил на Дунайский театр русско-турецкой войны (Старчевский ошибочно указывает что Дукмасов служил в 26-й батарее).
28 ноября Дукмасов отличился в бою у села Мечки и 23 декабря 1878 года был награждён орденом св. Георгия 4-й степени:
В воздаяние за отличие в деле с Турками близ Мечки, 30 Ноября 1877 года, где фланговым огнём по неприятелю, дал возможность перейти пехоте в наступление, заставил замолчать две неприятельские батареи и в продолжение всего боя, метким огнём наносил громадный урон неприятелю.
В 1879 году за боевые отличия во время кампании против турок Дукмасов был произведён в подполковники со старшинством от 17 апреля 1878 года.
По окончании военных действий Дукмасов последовательно командовал 7-й Донской казачьей батареей (с 4 октября 1880 года) и 14-й Донской казачьей батареей (с 19 сентября 1883 года по 9 декабря 1888 года), 6 мая 1884 года получил чин полковника. С 23 марта 1889 года командовал 17-м Донским казачьим полком.
Произведённый 31 июля 1898 года в генерал-майоры, Дукмасов тогда же получил в командование 1-ю бригаду 8-й кавалерийской дивизии, а 21 июля 1899 года перемещён на ту же должность во 2-ю бригаду. С 1903 года состоял в распоряжении командующего войсками Одесского военного округа.
Скончался 25 сентября 1904 года в Одессе.
Его старший брат Павел был генералом от инфантерии, командовал 11-м и 7-м армейскими корпусами, с 1900 года состоял членом Военного совета.

## Награды
- 23 декабря 1878 года был награждён орденом св. Георгия 4-й степени
- Среди прочих наград Дукмасов имел ордена св. Станислава 2-й степени (1880 год), св. Анны 2-й степени (1887 год), св. Владимира 4-й степени (1891 год), св. Владимира 3-й степени (1895 год) и св. Станислава 1-й степени (1901 год).